# Tolišnica
Tolišnica (Servisch cyrillisch Толишница) is een plaats in de Servische gemeente Kraljevo. De plaats telt 306 inwoners (2002).